# ویزوپربروخ
ویزوپربروخ (به هلندی: Wezuperbrug) یک منطقهٔ مسکونی در هلند است که در کوفوردن واقع شده‌است. ویزوپربروخ ۱۷۵ نفر جمعیت دارد.